# Justin Whalin
Justin Garrett Whalin (San Francisco, 6 september 1974) is een Amerikaans acteur. Hij won in 1994 een Daytime Emmy Award voor het spelen van Will Jurgenson in Other Mothers, een aflevering van CBS Schoolbreak Special. Twee jaar daarvoor werd hij genomineerd voor een Saturn Award voor zijn hoofdrol als Andy Barclay in Child's Play 3. Nadien verscheen hij in onder meer 65 afleveringen van Lois & Clark: The New Adventures of Superman als Jimmy Olsen.
Whalin trouwde in 2006 met Reina Flynn.

## Filmografie
*Exclusief vijf televisiefilms
- The House That Jack Built (2009)
- Super Capers (2009)
- Dorm Daze 2 (2006)
- Beauty and the Beast (2003)
- Slammed (2001)
- Dungeons & Dragons (2000)
- For the Cause (2000)
- Academy Boyz (1997)
- Jimmy Zip (1996)
- White Wolves II: Legend of the Wild (1995)
- Serial Mom (1994)
- Child's Play 3 (1991)
- Denial (1990)
- The Dead Pool (1988)

## Televisieseries
*Exclusief eenmalige gastrollen
- Lois & Clark: The New Adventures of Superman - Jimmy Olsen (1994-1997, 65 afleveringen)
- Charles in Charge - Anthony (1989, zes afleveringen)
- One of the Boys - Nick Lukowski (1989, zes afleveringen)

- Bibliothèque nationale de France: cb14238766g (data)
- International Standard Name Identifier: 0000 0000 4386 9786
- Library of Congress Control Number: no2005077458
- Système universitaire de documentation: 224547518
- Virtual International Authority File: 44036198
- WorldCat: E39PBJc7Tj4kJbBYjBdybD7fv3